# Riu Cam (Cambridgeshire)
El Cam és un afluent del Gran Ouse, que circula per l'est d'Anglaterra. Els dos rius s'uneixen al sud d'Ely, en un indret anomenat Pope's Corner. El Gran Ouse connecta el Cam amb la mar del Nord, en la ciutat portuària de King's Lynn. El Cam enllaça amb el sistema de canals del Regne Unit per mitjà de la xarxa Middle Level Navigations i del riu Nene. La distància total des del seu naixement a prop de Debden (Sussex) fins al Gran Ouse és de 64 km. Els seus afluents principals són el Granta i el Rhee un afluent menor és el Bourn Brook que neix a prop de la població d'Eltisley.

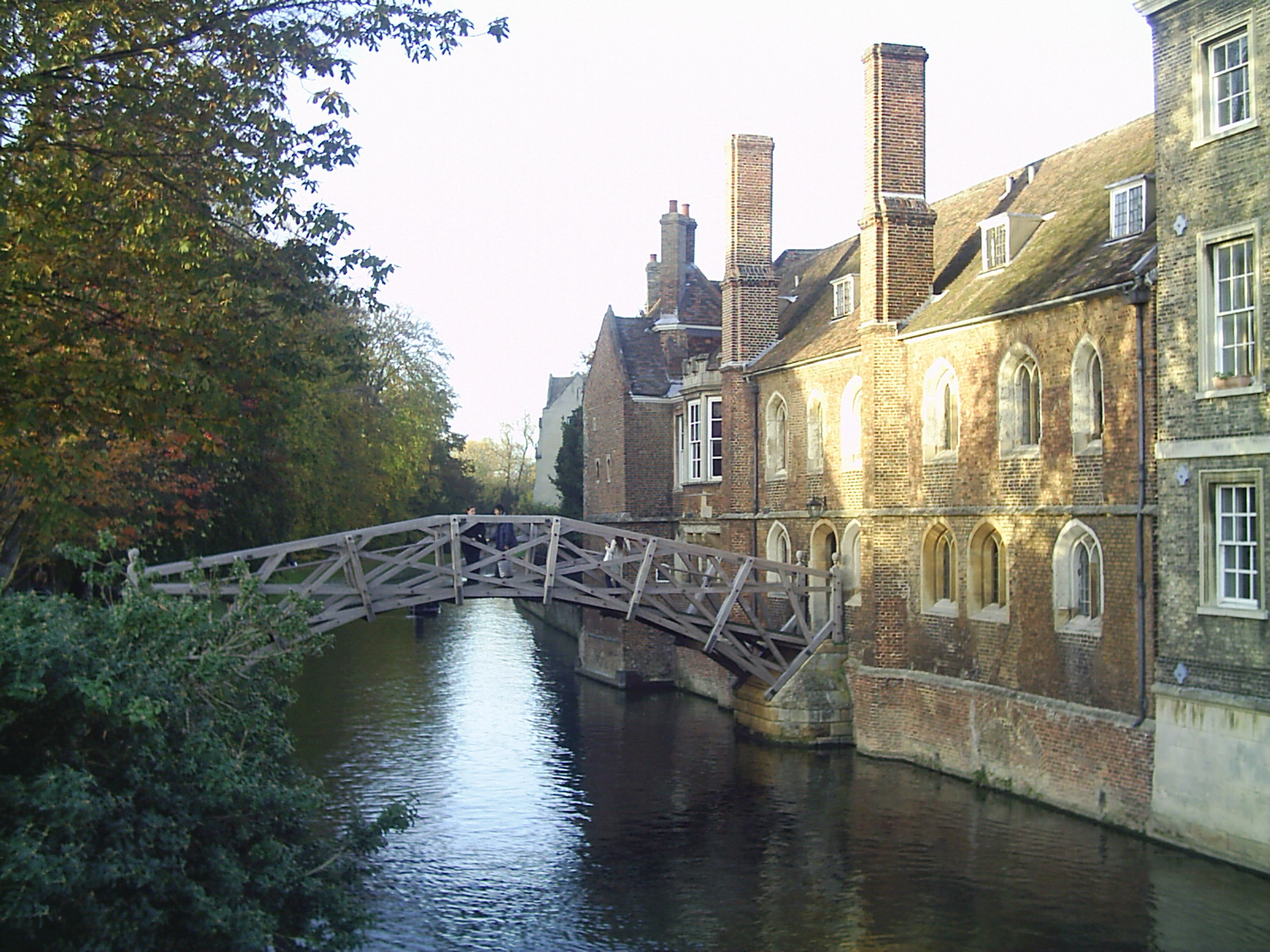
El Mathematical Bridge connecta el ' de Cambridge amb el ', a Cambridge.

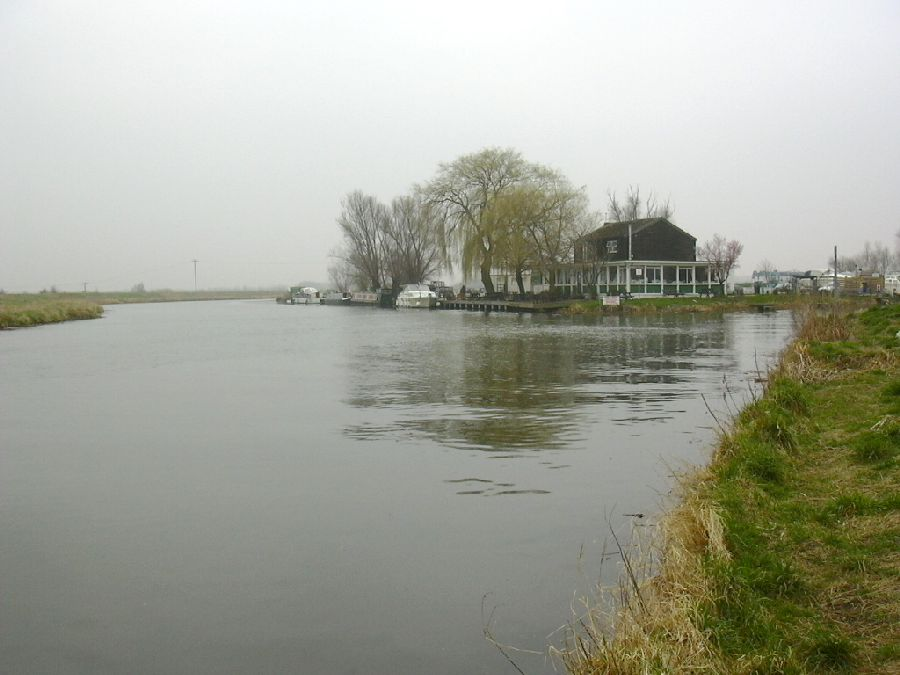
Confluència del riu Cam (esquerra) amb el riu Gran Ouse a Pope's Corner.

En temps antics el riu Cam es deia riu Granta però quan la població anglosaxona de Grantebrycge va canviar el nom per a dir-se Cambridge, també va canviar el nom del riu. No està connectat amb el molt més petit riu Cam de Gloucestershire.
És un riu navegable S'hi pesca, peixos com el burbot (Lota lota)que es creia extint a la Gran Bretanya des de 1969. Tota navegació per aquest riu requereix una llicència administrativa